# Szakváry Emil
Vitéz Szakváry Emil (teljes nevén: Szakváry Emil Károly Mária, született: Löffler Emil, Pécs, 1896. november 4. – Bregenz, 1978), magyar királyi főelőadó, gépészmérnök, katonatiszt, a Szálasi-kormány iparügyi minisztere.

## Élete
Apja, vitéz Szakváry Emil (1865–1937), honvéd tárbornok, anyja, doliánszki Dulánszky Terézia (1869–1928) volt. Apai nagyszülei Löffler Vince, dárdai királyi aljárásbíró, és Szakváry Karolina (†1881) voltak. Anyai nagyszülei Dulánszky Adolf, a pécsi püspökség uradalmi igazgatója volt, és lindenthali Mayer Hermina (1839–1908) úrnő voltak.
1925-ben avatták vitézzé. 1926. április 12-én Budapesten, a Terézvárosban házasságot kötött Hauser Vilmával, Hauser Károly és Dzikowsky Olga lányával. 1935-től a miniszterelnökségen szolgált, 1937 és 1939 között osztályvezetőként dolgozott az Iparügyi Minisztériumban. 1940-től főosztályvezető. Pártonkívüliként lett az 1944. október 16-án hivatalba lépő Szálasi Ferenc kormányának  tagja. Politikai szerepvállalása miatt a második világháborút követő felelősségre vonást ő sem kerülhette el. Azon kevés kormánytag közé tartozott, akik elkerülték a kivégzést. Szakváryt a népbíróság életfogytig tartó kényszermunkára ítélte. Az 1956-os forradalom idején szabadították ki börtönéből, majd Franciaországba emigrált.